# 국도 제82호선
국도 제82호선 (평택 ~ 화성선, 國道第八十二號 平澤華城線)은 경기도 평택시 포승읍 내기삼거리에서 경기도 화성시 양감면 요당 교차로를 연결하는 대한민국의 일반 국도이다. 도로명은 포승향남로이며, 대부분의 구간이 국가지원지방도 제82호선과 중복된다.

## 역사
- 1996년 7월 1일 : 2000년대의 교통수요에 대처하기 위하여 국도 제82호선을 새로 신설.[1]
- 1999년 12월 31일 : 포승 ~ 원정간 도로(평택시 포승면 내기리 ~ 원정리) 6 km 구간 확장 개통, 기존 610m 구간 폐지[2]
- 2005년 12월 30일 : 화성시 팔탄면 가재리 ~ 율암리 3.34 km 구간 신설 개통[3], 평택시 포승면 원정리 ~ 화성시 우정읍 화산리 7.2 km 구간 확장 개통 및 기존 9.8 km 구간 폐지[4]
- 2008년 1월 28일 :  우정 ~ 장안 ~ 발안간 도로(화성시 우정읍 화산리 ~ 팔탄면 율암리) 14.24 km 구간 확장 개통[5]
- 2008년 6월 30일 : 우정 ~ 장안 ~ 발안간 도로 준공으로 기존 화성시 우정읍 화산리 ~ 향남읍 평리 13.8 km 구간 폐지[6]
- 2009년 8월 24일 : 2개 이상 시·군에 걸쳐있는 도로로 포승향남로를 고시[7]
- 2013년 12월 18일 : 가재리 ~ 요당리 구간 9.56 km 연장 개통[8]
- 2013년 12월 27일 : 화성시 향남읍 도이리 ~ 양감면 요당리 7.2 km 구간 확장 개통[9]

## 주요 경유지
경기도
- 평택시 포승읍 - 화성시 (우정읍 · 장안면 · 팔탄면 · 봉담읍 · 향남읍)

## 노선
전 구간 경기도에 위치한다.
| 이름                           | 접속 노선                              | 소재지                                             | 소재지                                                  | 비고                                                |
| ------------------------------ | -------------------------------------- | -------------------------------------------------- | ------------------------------------------------------- | --------------------------------------------------- |
| 내기삼거리                     | 국도 제38호선 국도 제77호선 (서동대로) | 평택시                                             | 포승읍                                                  | 국도 제77호선과 중복 국가지원지방도 제82호선과 중복 |
| 서평택 나들목 (서평택IC사거리) | 15호선 서해안고속도로 포승공단로       | 평택시                                             | 포승읍                                                  | 국도 제77호선과 중복 국가지원지방도 제82호선과 중복 |
| (이름 없음)                    | 지방도 제309호선 (포승서로)            | 평택시                                             | 포승읍                                                  | 국도 제77호선과 중복 국가지원지방도 제82호선과 중복 |
| 원정 교차로                    | 평택항로                               | 평택시                                             | 포승읍                                                  | 국도 제77호선과 중복 국가지원지방도 제82호선과 중복 |
| 원정삼거리                     | 남양만로                               | 평택시                                             | 포승읍                                                  | 국도 제77호선과 중복 국가지원지방도 제82호선과 중복 |
| 남양대교                       |                                        | 평택시                                             | 포승읍                                                  | 국도 제77호선과 중복 국가지원지방도 제82호선과 중복 |
|                                | 화성시                                 | 우정읍                                             |                                                         | 국도 제77호선과 중복 국가지원지방도 제82호선과 중복 |
| 노진1사거리                    | 화성시                                 | 우정읍                                             | 지방도 제302호선 (남양황라로)                           | 국도 제77호선과 중복 국가지원지방도 제82호선과 중복 |
| 노진2사거리                    | 화성시                                 | 우정읍                                             |                                                         | 국도 제77호선과 중복 국가지원지방도 제82호선과 중복 |
| 이화사거리                     | 화성시                                 | 우정읍                                             | 화곡로                                                  | 국도 제77호선과 중복 국가지원지방도 제82호선과 중복 |
| 석천사거리                     | 화성시                                 | 우정읍                                             | 남양만로                                                | 국도 제77호선과 중복 국가지원지방도 제82호선과 중복 |
| 봉화 교차로                    | 화성시                                 | 우정읍                                             | 국가지원지방도 제82호선 지방도 제301호선 (기아자동차로) | 국도 제77호선과 중복 국가지원지방도 제82호선과 중복 |
| 마산 교차로                    | 화성시                                 | 우정읍                                             | 버들로                                                  | 국도 제77호선과 중복                                |
| 죽말 교차로                    | 화성시                                 | 우정읍                                             |                                                         | 국도 제77호선과 중복                                |
| 멱우교                         | 화성시                                 | 우정읍                                             |                                                         | 국도 제77호선과 중복                                |
| 멱우 교차로                    | 화성시                                 | 우정읍                                             | 국도 제77호선 지방도 제313호선 (쌍봉로)                 | 국도 제77호선과 중복                                |
| 금의 교차로                    | 화성시                                 | 우정읍                                             | 지방도 제310호선 (버들로)                               |                                                     |
| 조암 나들목 (조암 교차로)      | 화성시                                 | 153호선 평택시흥고속도로 지방도 제310호선 (버들로) | 장안면                                                  |                                                     |
| 서근 교차로                    | 화성시                                 | 지방도 제310호선 (버들로)                          | 팔탄면                                                  |                                                     |
| 덕우 교차로                    | 화성시                                 | 온천로165번길                                      | 팔탄면                                                  |                                                     |
| 동방대교                       | 화성시                                 |                                                    | 팔탄면                                                  |                                                     |
| 덕천 교차로                    | 화성시                                 | 동막길                                             | 팔탄면                                                  |                                                     |
| 율암 교차로                    | 화성시                                 | 국도 제39호선 (서해로)                             | 팔탄면                                                  |                                                     |
| 구장 교차로                    | 화성시                                 | 마당바위로                                         | 팔탄면                                                  |                                                     |
| 가재 교차로                    | 화성시                                 | 국도 제43호선 (삼천병마로)                         | 팔탄면                                                  |                                                     |
| 도이 교차로                    | 화성시                                 | 국가지원지방도 제82호선 (푸른들판로)               | 향남읍                                                  |                                                     |
| 향남 교차로                    | 화성시                                 | 국도 제43호선 (은행나무로)                         | 향남읍                                                  |                                                     |
| 하길 교차로                    | 화성시                                 | 제약단지로                                         | 향남읍                                                  |                                                     |
| (이름 미상)                    | 화성시                                 | 지방도 제306호선 (암소고개로)                      | 양감면                                                  |                                                     |
| 요당 교차로                    | 화성시                                 | 국도 제39호선 (서해로)                             | 양감면                                                  |                                                     |
| 청북양감로와 직결              |                                        |                                                    |                                                         |                                                     |

- 요당 교차로 이후 예정 구간 (2017년 개통 예정) : 요당 교차로 ~ 옥길 교차로 ~ 청북읍 옥길리 청북택지지구 ~ 안중읍 현화 교차로
- 요당 교차로 이후 예정 구간은 현재 국도 노선 지정이 되지 않았다.

## 도로명
경기도
- 평택시 포승읍 내기삼거리 ~ 화성시 양감면 요당 교차로 : 포승향남로